# Comanthera
Comanthera är ett släkte av gräsväxter. Comanthera ingår i familjen Eriocaulaceae.

## Dottertaxa tillComanthera, i alfabetisk ordning[1]
- Comanthera aciphylla
- Comanthera aurifibrata
- Comanthera bahiensis
- Comanthera bisulcata
- Comanthera brasiliana
- Comanthera caespitosa
- Comanthera centauroides
- Comanthera chrysolepis
- Comanthera ciliata
- Comanthera cipoensis
- Comanthera circinnata
- Comanthera curralensis
- Comanthera dealbata
- Comanthera elegans
- Comanthera elegantula
- Comanthera euschemus
- Comanthera flexuosa
- Comanthera floccosa
- Comanthera giuliettiae
- Comanthera glabra
- Comanthera harleyi
- Comanthera hatschbachii
- Comanthera imbricata
- Comanthera jenmanii
- Comanthera kegeliana
- Comanthera linearis
- Comanthera magnifica
- Comanthera mucugensis
- Comanthera nitida
- Comanthera nivea
- Comanthera paepalophylla
- Comanthera reflexa
- Comanthera rupprechtiana
- Comanthera squarrosa
- Comanthera suberosa
- Comanthera vernonioides
- Comanthera xantholepis
- Comanthera xeranthemoides